# Franz Beyer (musicólogo)
Franz Beyer (Weingarten, 26 de fevereiro de 1922) é um violista e musicólogo alemão.
Conhecido como editor musical, revisou o Requiem de Mozart, KV 626, versão preferida à de Süssmayr, devido ao empenho de Beyer em recuperar o estilo do compositor.
Como violista, tocou no conjunto de música antica Collegium Aureum e colaborou com o Quarteto Melos em obras de Mozart.
Até aposentar-se, foi professor de música de câmara na Hochschule für Musik und Theater München. Faz parte do júri do Jeunesses Musicales